# 宰赫拉 (謝里夫省)
宰赫拉（阿拉伯语：‎）是阿爾及利亞的城鎮，位於該國北部，由謝里夫省負責管轄，面積240平方公里，2008年該城鎮人口23,802，人口密度為每平方公里99人。